# NGC 2217
NGC 2217 је спирална галаксија у сазвежђу Велики пас која се налази на NGC листи објеката дубоког неба.
Деклинација објекта је - 27° 14' 3" а ректасцензија 6h 21m 39,8s. Привидна величина (магнитуда) објекта NGC 2217 износи 10,7 а фотографска магнитуда 11,6. Налази се на удаљености од 19,5000 милиона парсека од Сунца. NGC 2217 је још познат и под ознакама ESO 489-42, MCG -5-15-10, AM 0619-271, IRAS 06196-2712, PGC 18883.